# Liste de mosquées du Chili
Cet article présente la liste de mosquées du Chili.

## Liste
| Nom                                  | Image | Commune      | Région                     | Inauguration | Remarques                 |
| ------------------------------------ | ----- | ------------ | -------------------------- | ------------ | ------------------------- |
| Mosquée de Las Condes                |       | Las Condes   | Métropolitaine de Santiago |              |                           |
| Mosquée Mohammed VI de Coquimbo      |       | Coquimbo     | Coquimbo                   | 14 mars 2007 | Mosquée marocaine         |
| Mosquée Bilal d'Iquique              |       | Iquique      | Tarapacá                   | 1999         | Seconde mosquée du Chili  |
| Mosquée As-Salam de Ñuñoa            |       | Ñuñoa        | Métropolitaine de Santiago | 1996         | Première mosquée du Chili |
| Mosquée Nur Al Islam de San Bernardo |       | San Bernardo | Métropolitaine de Santiago |              |                           |